# U-333
U-333 — средняя немецкая подводная лодка типа VIIC времён Второй мировой войны.

## История
Заказ на постройку субмарины был отдан 23 сентября 1939 года. Лодка была заложена 11 марта 1940 года на верфи Nordseewerke, Эмден, под строительным номером 205, спущена на воду 14 июня 1941 года. Лодка вошла в строй 25 августа 1941 года под командованием капитан-лейтенанта Петера-Эриха Кремера.

### Командиры
- 25 августа 1941 года — 6 октября 1942 года капитан-лейтенант Петер-Эрих Кремер (кавалер Рыцарского Железного креста)
- 6 октября 1942 года — 9 октября 1942 года Гельмут Канциор
- 9 октября 1942 года — 22 ноября 1942 года капитан-лейтенант Лоренц Кащ
- 22 ноября 1942 года — 17 мая 1943 года оберлейтенант цур зее Вернер Швафф
- 18 мая 1943 года — 19 июля 1944 года корветтен-капитан Петер-Эрих Кремер
- 20 июля 1944 года — 31 июля 1944 года капитан-лейтенант Ганс Фидлер

### Флотилии
- 25 августа 1941 года — 31 декабря 1941 года — 5-я флотилия (учебная)
- 1 января 1942 года — 31 июля 1944 года — 3-я флотилия

### История службы
Лодка совершила 12 боевых походов, потопила 7 судов суммарным водоизмещением 32 107 брт, повредила одно судно водоизмещением 8327 брт, повредила военный корабль (925 тонн). Потоплена 31 июля 1944 года в Северной Атлантике, в районе с координатами 49°39′ с. ш. 07°28′ з. д. глубинными бомбами с британского шлюпа HMS Starling и британского фрегата HMS Loch Killin (группа капитана Уокера). 45 погибших (весь экипаж).

### Волчьи стаи
U-333 входила в состав следующих «волчьих стай»:
- Blucher 12 августа — 20 августа 1942
- Iltis 9 сентября — 23 сентября 1942
- Falke 31 декабря 1942 — 22 января 1943
- Landknecht 22 — 28 января 1943
- Dranger 14 — 20 марта 1943
- Seewolf 25 — 30 марта 1943

### Атаки на лодку
- 1 января 1942 года лодку безуспешно атаковал самолёт Союзников.
- 6 октября 1942 года U-333 вступила в бой с британским корветом HMS Crocus. Трое подводников, включая первого помощника, погибли, ещё семеро человек, в том числе командир, были ранены. На переходе к базе на лодку перешёл в качестве и. о. командира капитан-лейтенант Лоренц Кащ с U-107. «Дойная корова» U-459 обеспечила дополнительную медицинскую помощь раненым.
- 21 октября 1942 года британская подлодка совершила торпедный залп по тяжёло повреждённой U-333, возвращающейся на базу. Следы торпед были замечены вахтенными, лодка успела отвернуть от залпа. Только после войны обнаружилось, что атаковавшей была HMS Graph, бывшая U-570, захваченная за два месяца до этого.
- 4 марта 1943 года выходящую с базы лодку в Бискайском заливе внезапно атаковал британский самолёт типа Wellington. Когда самолёт зажёг огни Лея, его встретили немецкие зенитчики. Самолёт успел сбросить шесть бомб, но был сбит и упал в воду за лодкой, все шестеро лётчиков погибли. Две бомбы из шести попали в субмарину, но одна из них, срикошетив, отскочила, нанеся лишь лёгкие повреждения, а вторая бомба и вовсе не сдетонировала. Это был тот самый самолёт, который двумя неделями раньше, 19 февраля, потопил подлодку U-268.
- 4 ноября 1943 года в ходе атаки на конвой U-333 всплыла в плотном тумане. Конвой обнаружился довольно быстро, но лодку обнаружил и атаковал эсминец, в том числе после погружения совершивший интенсивное, но безуспешное бомбометание, U-333 сумела уйти.
- 18 ноября 1943 года U-333 атаковала объединённый конвой MKS-30/SL-139. Британский фрегат Exe протаранил лодку, сломав ей перископ. После восьмичасового преследования со стороны надводных эскортов и авиации субмарина сумела уйти.
- 21 марта 1944 года лодка была обнаружена самолётом Союзников, который навёл на неё знаменитую противолодочную группу капитана Уокера. Кремер уложил свой корабль на илистое дно на глубине 40 метров, после 10-часовых поисков он не без проблем поднял лодку со дна и сумел в очередной раз улизнуть от погони.
- 10 июня 1944 года U-333 была атакована австралийским самолётом типа Sunderland. Зенитчики отогнали нападавшего, однако лодка получила некоторые повреждения.
- 11 июня 1944 года атаковавший самолёт, британский Sunderland, был сбит. Получив повреждения вдобавок к заработанным накануне, лодка была вынуждена вернуться в Ла-Рошель, Франция.
- 12 июня 1944 года атаковавший самолёт, британский Sunderland, был сбит (возможно, эта запись в документах дублирует предыдущую атаку).